# Ciclo de ruptura-fusión-puente

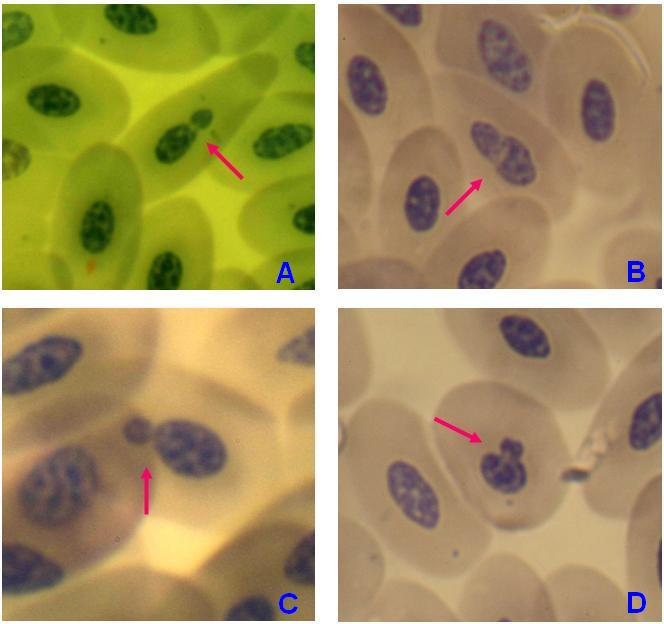
Eritrocitos de sangre venosa de pingüino juanito: en las fotografías A, C y D pueden verse núcleos en ciernes; en la fotografía B, un núcleo parcialmente fragmentado y con un doble puente nucleoplasmático de cromatina.

El ciclo de ruptura-fusión-puente, del inglés Breakage-fusion-bridge cycle, es un mecanismo de inestabilidad genómica, descubierto por Barbara McClintock a finales de los años 30.

## Mecanismo
El ciclo de ruptura-fusión-puente se inicia con la formación de una estructura nuclear anormal denominada puente cromosómico. El puente cromosómico es el resultado de fusiones de los extremos de los cromosomas tras la rotura del ADN, una desaparición de los telómeros, una replicación incompleta del ADN o fallos en la resolución de cromosomas concatenados. La rotura del puente podrá originar fenómenos de amplificación génica a lo largo de múltiples generaciones celulares.
Investigaciones recientes apuntan a que la rotura de los puentes cromosómicos, al menos de aquellos detectables mediante tinción, no ocurre frecuentemente durante la mitosis o citocinesis sino que esta estructura suele persistir durante muchas horas en la interfase. Se ha propuesto que los puentes pueden ser fragmentados por la exonucleasa TREX1, que reside en el retículo endoplasmático. La disrupción de la envoltura nuclear permitiría la entrada de TREX1 al núcleo y la rotura simultánea del puente y la fragmentación del ADN del puente para generar la cromotripsis.

## Implicaciones en cáncer
Los ciclos de ruptura-fusión-puente son una fuente importante de inestabilidad genómica. Sin embargo, los patrones de reordenamiento que cabría esperar fruto de la resolución de los puentes cromosómicos suelen aparecer en los genomas tumorales acompañados de otras alteraciones cromosómicas como la cromotripsis. Los reordenamientos genómicos pueden estimular la oncogénesis mediante la alteración de un oncogén o de las vías de supresión tumoral y mediante la generación de diversidad clonal que estimula la evolución del genoma a través de selección natural.

## Detección
La formación de puentes cromosómicos voluminosos puede ser visualizada mediante técnicas de tinción de material genético como la tinción con DAPI. Sin embargo, se han descrito puentes cromosómicos finos cuya existencia solo puede detectarse mediante técnicas de marcaje inmunofluorescente de las proteínas que se unen a estas estructuras. Otros métodos, como los chips de ADN o las tecnologías de secuenciación permiten detectar evidencias de que ha ocurrido un ciclo de ruptura-fusión-puente una vez el evento ya ha cesado. Algunas de estas evidencias son la aparición de inversiones y copy number patterns. Se han desarrollado algoritmos que facilitan la interpretación de los patrones generados por los ciclos de ruptura-fusión-puente.